# Werner (Dent d'ours)
 (janvier 2019).
Pour les articles homonymes, voir Werner.
Werner est le troisième tome de la série de bande dessinée Dent d'ours produite par Yann (scénario) et Alain Henriet (dessin). L'album est prépublié dans Spirou et sort aux éditions Dupuis le 7 mai 2015.

## Synopsis

### Récit principal: avril 1945
Le récit débute le 26 avril 1945 durant la bataille de Berlin où les forces militaires allemandes affrontent l'armée rouge. Alors que la capitale du Reich est assiégé par les Russes, Hanna survole le barrage dans un Fieseler Storch pour le faire franchir a un général d'armée, Robert von Greim. Celui-ci doit rejoindre Adolf Hitler, qui le promeut Generalfeldmarschall et chef suprême de la Luftwaffe, succédant ainsi à Hermann Göring. Durant l'approche, von Greim est blessé à la jambe par les Russes. Trois jours plus tard, Hanna et Robert von Greim quittent Berlin par avion en échappant à la DCA russe. Ils atterrissent à Rechlin au nord de la capitale du Reich, et sont accueillis par Adolf Galland.
Pendant ce temps, Max sort du coma dans lequel il été plongé depuis son accident avec Hanna. Une infirmière l'informe qu'il est resté dans le coma plusieurs semaines. Max constate qu'il n'a plus son talisman en dent d'ours mais que la micro-bombe cachée sous son talon de chaussure est toujours en place. En voulant se recoucher, il titube, tombe et se cogne la tête, et déclare inconsciemment qu'il s'appelle Max Kurtzman, dévoilant ainsi sa couverture.
Hanna et Max se retrouvent dans une base secrète allemande dans la région de Thuringe. L'escadron Leonidas et Hanna sont présentés aux frères Horten (Reimer et Walter) et à leur création, le Horten Ho 229,. Hanna pilotera l'avion pour une mission spéciale et devra choisir son copilote parmi l'escadron. Max est suspecté par Frederik Hossay, officier SS, du RSHA (office central de la sécurité du Reich) d'être un espion et une enquête est en cours sur son cas. Il continue l'entraînement et est choisi par Hanna pour piloter le Horten Ho XVIII B.
Un flashback dans l'histoire révèle la réelle identité de Max Kurtzman, qui a été prise à ce dernier par son ami Werner.
Le 30 avril, à l'annonce du suicide d'Hitler, Hanna réaffirme à Adolf Galland sa volonté d'aller au bout de sa mission pour « sauver l'honneur de l'Allemagne ». Elle fait alors des essais avec Werner juste avant que ce dernier ne soit arrêté par les SS, qui l'accusent d'être le juif et espion Max Kurtzman. En attente de preuves supplémentaires, Werner est mis aux arrêts. Hanna doit pour autant accomplir sa mission et le départ est programmé pour le lendemain matin, à l'aube. Dans la nuit, elle apprend que ses parents se sont suicidés pour échapper aux Bolcheviks. Elle va alors retrouver Werner dans sa cellule et ils ont une relation sexuelle ensemble. Werner remarque alors que Hanna porte deux dents d'ours. Hanna réaffirme sa volonté de mener à bien sa mission et de bombarder New York avec de l'uranium radioactif, bien qu'elle soit dégoûtée des atrocités commises par les Nazis contre les juifs, Hitler lui ayant lui-même confirmé l'existence de la « solution finale ». Werner lui avoue alors l'objectif de sa mission, à savoir l'assassiner.

Mais durant la nuit, la base secrète allemande est bombardée et détruite par les Alliés, grâce aux informations donnés par les résistants polonais.

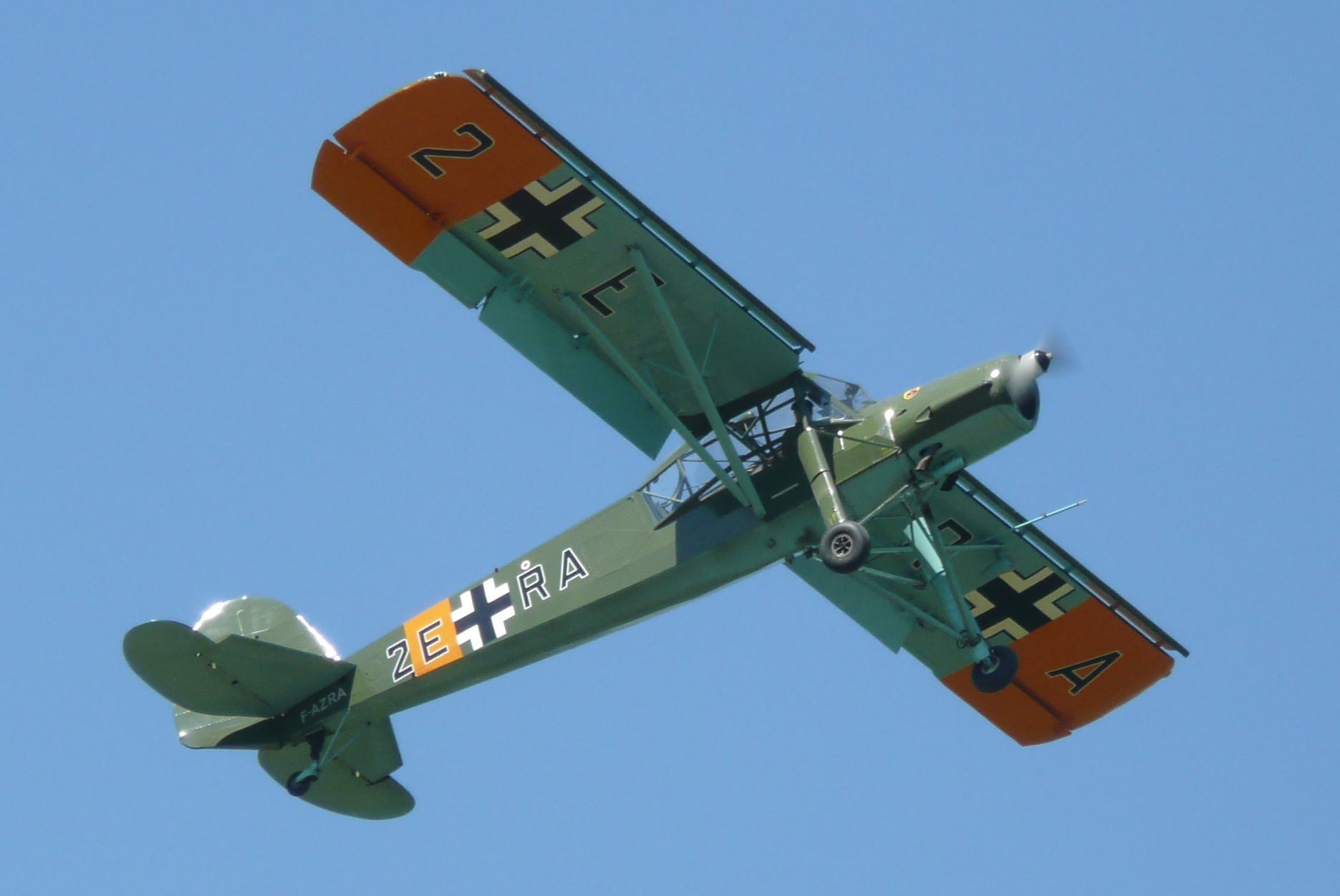
Fieseler Fi 156 "Storch" avec lequel Hanna se pose en catastrophe dans Berlin assiégé le 26 avril 1945.
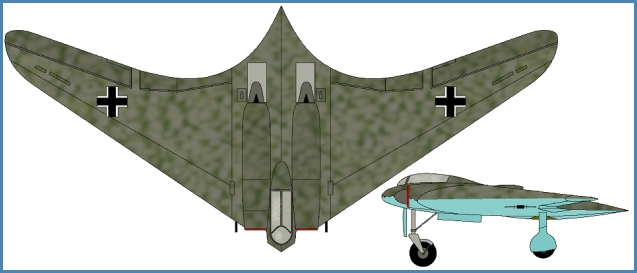
Horten Ho 229 piloté par Hanna et Werner
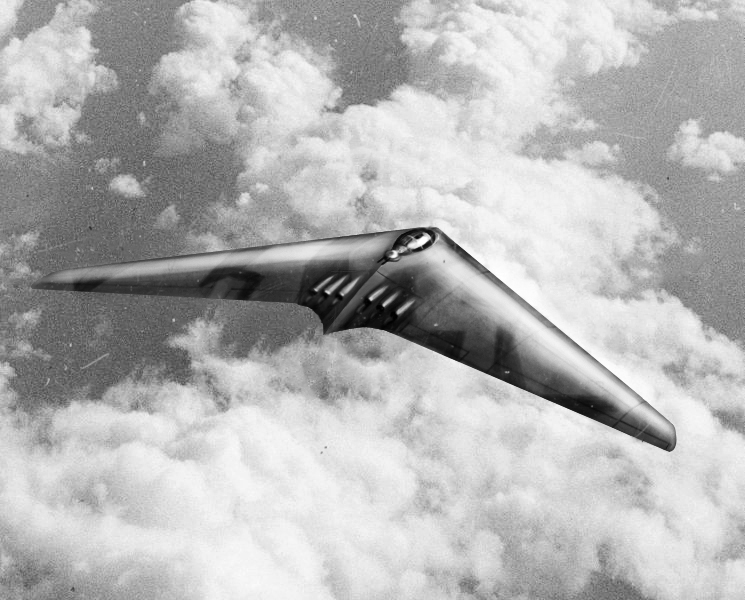
Horten Ho XVIII B piloté par Hanna et Werner

### Flashbacks: Silésie (années 30)

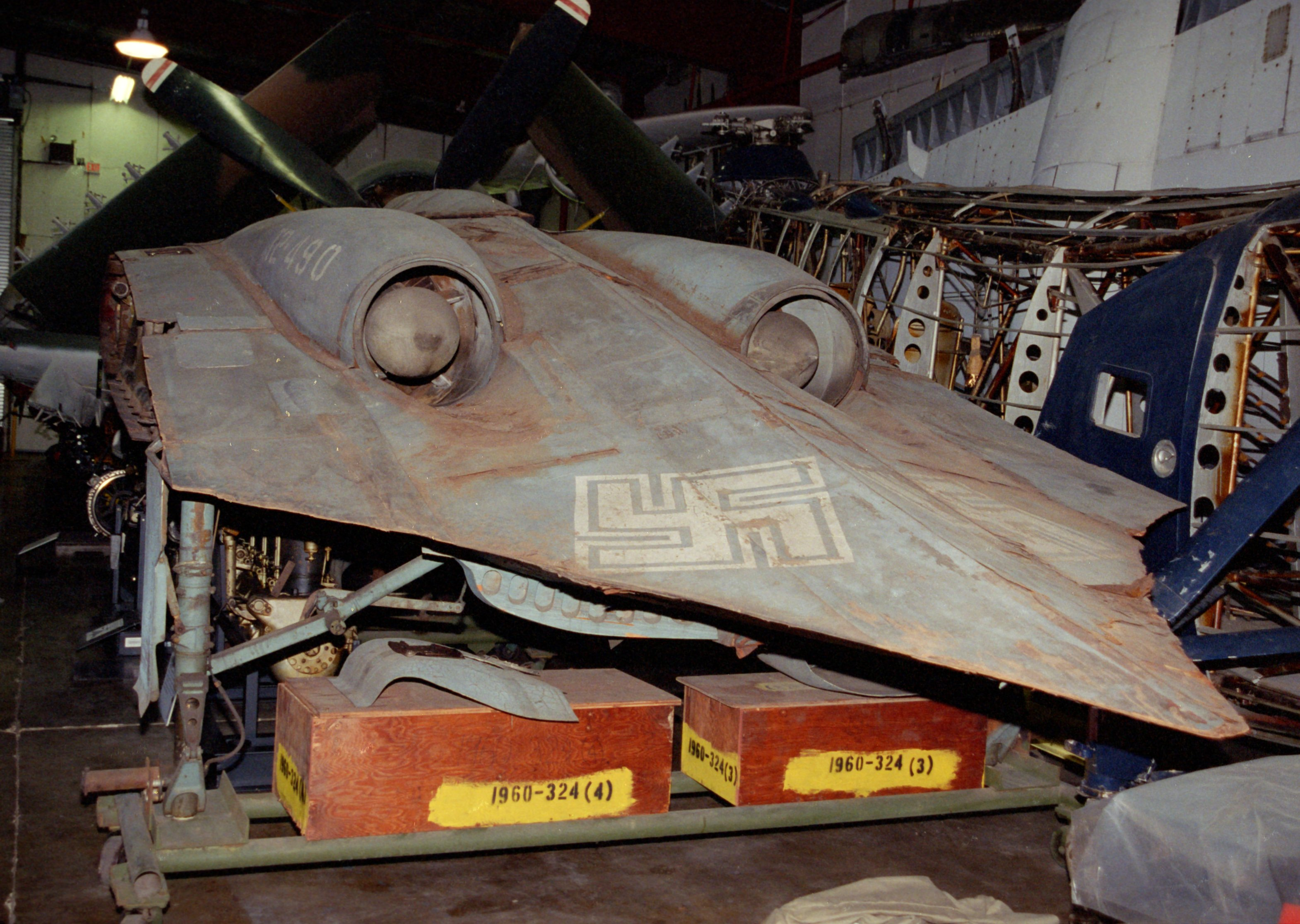
Pour sélectionner le copilote d'Hanna, Werner et les jeunes pilotes s'entraînent sur un simulateur de vol Horten

Victime des violences nazies, Max et son père décident de quitter l'Allemagne pour les États-Unis, pour le malheur de Werner qui décide de les accompagner sur le chemin. Mais une fois sortis de la ville, ils sont pris à partie par deux jeunes Nazis, camarades de Werner. La situation dégénère et le père de Max est abattu avant que Max ne prenne une balle dans l'abdomen. Werner prend la défense de son ami et poignarde un des nazis. Il parvient à récupérer le Luger de son ennemi, mais il laisse le second nazi s'échapper. Max, mortellement blessé, demande à Werner de fuir en prenant son identité pour échapper à la vengeance des nazis. Werner fini par s'y résigner et prend les papiers d'identité de Max, qui meurt. Pour parfaire son identité, Werner prend la décision de se couper lui-même les quatrième et cinquième doigts de la main gauche, que Max avait perdus lors d'un accident.
Malgré l'insistance des garçons pour savoir lequel des deux est aimé par Hanna, cette dernière garde son point de vue pour elle.

## Personnages
- Hanna
- Werner
- Max
- Robert von Greim : nouveau commandant en chef de la Luftwaffe en avril 1945
- Frères Reimar et Walter Horten : ingénieurs aéronautiques allemands
- Colonel Donovan (dit « Wild Bill ») : dirigeant de l'Office of Strategic Services (OSS)
- Adolf Galland : officier de la Luftwaffe et amoureux d'Hanna
- Frederik Hossay : Oberführer du RSHA (office central de la sécurité du Reich)

## Analyse
L'auteur s'attache à avoir un ancrage historique. Ainsi, il s'inspire de faits historiques en utilisant des personnages authentiques qui évoluent dans un cadre historique. Ainsi, la première scène qui montre Hanna se poser à Berlin est inspirée de la réalité.
L'histoire est entrecoupé de flash-backs sur l'enfance de Hanna, Max et Werner.

## Clins d'œil
Pour sélectionner son copilote, Hanna a le choix entre Werner et un certain Haunebü. Le nom de ce dernier évoque une arme secrète allemande mythique : la soucoupe volante V7. Dans le dernier tome de la série (tome 6 Silbervogel), le dessin d'un Haunebu apparaît parmi les documents d'un savant nazi abattu par les Soviétiques.

## Publication
Troisième tome de la série Dent d'ours, Werner est prépublié dans Spirou à partir du 18 mars 2015 (no 4014). L'album est ensuite publié le 7 mai suivant aux éditions Dupuis,.